# Ермонела Яхо
Ермонела Яхо (на албански: Ermonela Jaho) е албанска оперна певица, сопрано.

## Биография
Родена е в град Тирана. Изучава пеене от шестгодишна възраст. След приключване на музикалното ѝ образование по пеене и пиано в родината ѝ, заминава за Италия. Възпитаник е на Националната академия „Санта Чечилия“ в Рим. В Италия става носителка на престижни музикални награди, които ѝ помагат да започне професионална кариера и да си осигури ангажименти в престижни оперни театри.
На 17 години дебютира в оперното пеене с ролята на Виолета Валери от „Травиата“ на Джузепе Верди в Албания. Придобива известност с този образ след 2005 година, когато го изпълнява в Марсилската опера. Утвърждава се като една от най-добрите изпълнителки на тази роля в света.
Участва в представления на Арена ди Верона, Баварската държавна опера, Берлинската държавна опера, Метрополитън опера, Виенската държавна опера, Ла Скала, Пале Гарние и Кралската опера „Ковънт Гардън“, където дебютира през 2008 година.
Други по-значими нейни роли са:
- Ан Болейн;
- Манон от едноименната опера на Жул Масне;
- Сестра Анджелика в едноименната опера на Джакомо Пучини;
- Мими от „Бохеми“ на Джакомо Пучини;
- Магда от „Лястовичката“ на Джакомо Пучини;
- Лиу от „Турандот“ на Джакомо Пучини;
- Чо-Чо-Сан от Мадам Бътерфлай на Джакомо Пучини;
- Амелия Грималди от „Симон Боканегра“ на Джузепе Верди;
- Микаела от „Кармен“ на Жорж Бизе;
- Бланш от „Диалози на кармелитките“ на Франсис Пуленк.[1][3]

На DVD са издадени с нейно участие „Травиата“ в Арена ди Верона и „Оперен триптих“ от Джакомо Пучини в Кралската опера „Ковънт Гардън“.